# Lista de vereadores de Cachoeiras de Macacu
Esta é a lista de vereadores de Cachoeiras de Macacu, município brasileiro do estado do Rio de Janeiro.
A Câmara Municipal de Cachoeiras de Macacu, é formada por treze representantes. Na eleição de 2020 passou para quinze representantes.

## 19ª Legislatura (2021–2024)
Estes são os vereadores eleitos nas eleições de 15 de novembro de 2020, pelo período de 1° de janeiro de 2021 a 31 de dezembro de 2024:
| Mesa Diretora (2021-2022)         |                       |                        |                           |
| Nome                              | Início do mandato     | Fim do mandato         | Cargo                     |
| Ailton Telles Machado (PSB)       | 1º de janeiro de 2021 | 31 de dezembro de 2022 | Presidente da Câmara      |
| Vilmar Pereira da Silva (PP)      | 1º de janeiro de 2021 | 31 de dezembro de 2022 | Vice-presidente da Câmara |
| Marcos Vinícius F. Romero (PMB)   | 1º de janeiro de 2021 | 31 de dezembro de 2022 | 1º Secretário             |
| Darcileia Ulerisch da Silva (PSC) | 1º de janeiro de 2021 | 31 de dezembro de 2022 | 2ª Secretária             |

|    | Nome                                                                                 | Partido                                    | Votos | %    | Observações |
| -- | ------------------------------------------------------------------------------------ | ------------------------------------------ | ----- | ---- | ----------- |
| 1  | Ivan Dionizio (Cachoeiras de Macacu, 09.09.1986–)                                    | Partido Social Cristão (PSC)               | 876   | 2,76 | 1º mandato  |
| 2  | Ailton Telles Machado (2021-2022) (Cachoeiras de Macacu, 19.03.1964–)                | Partido Socialista Brasileiro (PSB)        | 832   | 2,62 | 2º mandato  |
| 3  | José Lucas Stutz Delgado Pinto (Cachoeiras de Macacu, 20.07.1992–)                   | Progressistas (PP)                         | 666   | 2,10 | 1º mandato  |
| 4  | Fabrício de Araújo Sousa, Fabrício Português (Cachoeiras de Macacu, 31.01.1978–)     | Podemos (PODE)                             | 648   | 2,04 | 1º mandato  |
| 5  | Edivaldo Pereira de Souza, Dudu do Povão (Cachoeiras de Macacu, 10.01.1976–)         | Partido Socialista Brasileiro (PSB)        | 633   | 1,99 | 2º mandato  |
| 6  | Nilton Matozo Viana, Dunga (Itaboraí, 30.06.1978–)                                   | Democratas (DEM)                           | 577   | 1,82 | 2º mandato  |
| 7  | Alexandre Ferreira da Fonseca, Alexandre Dídico (Cachoeiras de Macacu, 09.01.1985–)  | REPUBLICANOS                               | 536   | 1,69 | 1º mandato  |
| 8  | Marco Antônio Freitas Pereira, Marquinho do Povo (Cachoeiras de Macacu, 23.03.1975–) | Partido Verde (PV)                         | 534   | 1,68 | 1º mandato  |
| 9  | Darcileia Ulerisch da Silva (Cachoeiras de Macacu, 06.07.1977–)                      | Partido Social Cristão (PSC)               | 483   | 1,52 | 1º mandato  |
| 10 | Juscelino Rodrigues de Barcelos, Celino (Cachoeiras de Macacu, 09.05.1959–)          | Partido Trabalhista Cristão (PTC)          | 456   | 1,44 | 2º mandato  |
| 11 | Marcos Vinicius Ferreira Romero (Cachoeiras de Macacu, 19.07.1978–)                  | Partido da Mulher Brasileira (PMB)         | 455   | 1,43 | 1º mandato  |
| 12 | Edgar Rosa da Silva, Professor Edgar (Cachoeiras de Macacu, 18.11.1980–)             | Partido da Mulher Brasileira (PMB)         | 448   | 1,41 | 1º mandato  |
| 13 | Vilmar Pereira da Silva, Lolô Eletricista (Cachoeiras de Macacu, 17.02.1974–)        | Progressistas (PP)                         | 406   | 1,28 | 1º mandato  |
| 14 | José Cândido Fragoso, Professor José Cândido (Cachoeiras de Macacu, 26.12.1969–)     | Partido Social Cristão (PSC)               | 328   | 1,03 | 1º mandato  |
| 15 | Tiagp da Silva Teixeira, Tiago do Gás (Cachoeiras de Macacu, 09.09.1984–)            | Partido Republicano da Ordem Social (PROS) | 315   | 0,99 | 1º mandato  |

## 18ª Legislatura (2017–2020)
Estes são os vereadores eleitos nas eleições de 2 de outubro de 2016, pelo período de 1° de janeiro de 2017 a 31 de dezembro de 2020:
|    | Nome                                                                          | Partido                                            | Votos | %    | Observações |
| -- | ----------------------------------------------------------------------------- | -------------------------------------------------- | ----- | ---- | ----------- |
| 1  | Cristiano Rocha Martins, Delgado (Cachoeiras de Macacu, 30.08.1977–)          | Partido Verde (PV)                                 | 1.399 | 4,18 | 1º mandato  |
| 2  | Juscelino Rodrigues de Barcelos, Celino (Cachoeiras de Macacu, 09.05.1959–)   | Partido Social Cristão (PSC)                       | 1.207 | 3,60 | 1º mandato  |
| 3  | Ailton Telles Machado (Cachoeiras de Macacu, 19.03.1964–)                     | Partido Renovador Trabalhista Brasileiro (PRTB)    | 1.173 | 3,50 | 1º mandato  |
| 4  | Demilson Antonio Ribeiro Monteiro (Cachoeiras de Macacu, 01.11.1957–)         | Democratas (DEM)                                   | 978   | 2,92 | 1º mandato  |
| 5  | Márcio da Silva Ribeiro, Gordo (Cachoeiras de Macacu, 26.12.1975–)            | Partido Democrático Trabalhista (PDT)              | 883   | 2,64 | 1º mandato  |
| 6  | Fábio Gonçalves Ferreira, Fabinho Peixoto (Cachoeiras de Macacu, 28.06.1974–) | Solidariedade (SD)                                 | 811   | 2,42 | 1º mandato  |
| 7  | Célio de Carvalho Maciel (2017-2020) (Rio de Janeiro, 07.01.1961–)            | Partido do Movimento Democrático Brasileiro (PMDB) | 808   | 2,41 | 1º mandato  |
| 8  | Victor Ouverney da Silva, Vitinho (Cachoeiras de Macacu, 07.12.1983–)         | Partido Ecológico Nacional (PEN)                   | 800   | 2,39 | 1º mandato  |
| 9  | Luiz Fernando Muzzi de Miranda (Cachoeiras de Macacu, 29.07.1962–)            | Partido Progressista (PP)                          | 786   | 2,35 | 1º mandato  |
| 10 | Liesse de Sá (Campos dos Goitacazes, 24.11.1953–)                             | Partido Socialista Brasileiro (PSB)                | 672   | 2,01 | 1º mandato  |
| 11 | Nilton Matozo Viana, Dunga (Itaboraí, 30.06.1978–)                            | Democratas (DEM)                                   | 657   | 1,96 | 1º mandato  |
| 12 | Leandro de Oliveira Teixeira (Cachoeiras de Macacu, 13.02.1983–)              | Partido Progressista (PP)                          | 614   | 1,83 | 1º mandato  |
| 13 | Edivaldo Pereira de Souza, Dudu do Povão (Cachoeiras de Macacu, 10.01.1976–)  | Partido Ecológico Nacional (PEN)                   | 439   | 1,31 | 1º mandato  |

## Legenda
| Cor  | Significado          |
| Bege | Presidente da Câmara |
| Azul | Suplente             |